# Winifred Kingston
Winifred Kingston (Londres, 11 de noviembre de 1894–La Jolla, California, 3 de febrero de 1967) fue una actriz de cine mudo estadounidense nacida en Inglaterra. 
Kingston fue educada en Escocia y Bélgica. Actuó en el teatro de Inglaterra antes de comenzar a actuar en los Estados Unidos.
En Broadway, Kingston interpretó a Crobyle en Thais (1911), Juliette Corton en The Matrimonial Bed (1927), y Helen Farquhar en Caste (1927).
Se casó con el actor Dustin Farnum el 24 de agosto de 1924, en Los Ángeles, y tuvieron una hija, Estelle. Kingston hacia apariciones con su esposo a menudo en películas, sobre todo en The Squaw Man y The Virginian. Después de la muerte de Farnum en 1929, se casó con el ejecutor petrolero Carman R. Runyon.

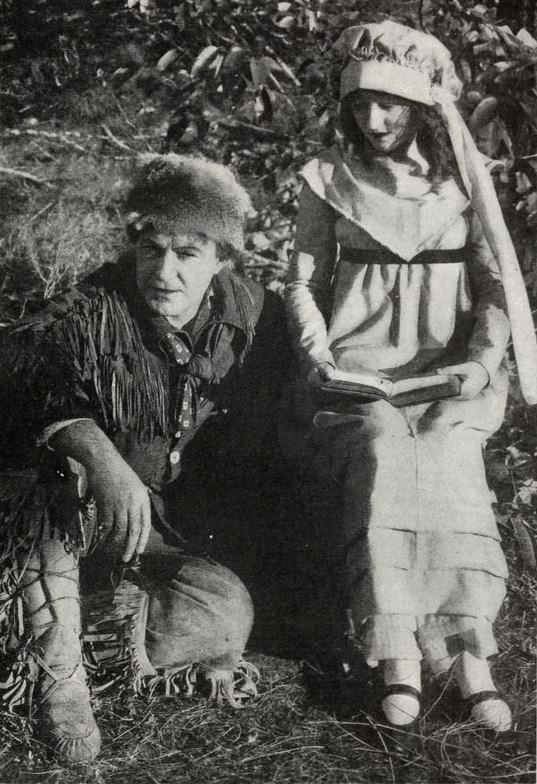
Kingston juntó con su esposo Dustin en Davy Crockett, 1916.

El 3 de febrero de 1967, Kingston murió en su casa en La Jolla.

## Filmografía
- Soldiers of Fortune (1914)
- The Squaw Man (1914)
- Brewster's Millions (1914)
- The Call of the North (1914)
- The Virginian (1914)
- Where the Trail Divides (1914)
- Cameo Kirby (1914)
- The Love Route (1915)
- Captain Courtesy (1915)
- The Road to Fame (1915 cortometraje)
- The Light on the Reef (1915 cortometraje)
- The Seventh Noon (1915)
- The Gentleman from Indiana (1915)
- The Call of the Cumberlands (1916)
- Ben Blair (1916)
- David Garrick (1916)
- Davy Crockett (1916)
- The Parson of Panamint (1916)
- The Intrigue (1916)
- A Son of Erin (1916)
- Durand of the Bad Lands (1917)
- The Spy (1917)
- North of Fifty-Three (1917)
- The Scarlet Pimpernel (1917)
- The Light of Western Stars (1918)
- The Corsican Brothers (1920)
- Beyond (1921)
- Trail of the Axe (1922)
- The Squaw Man (1931) (sin acreditar)
- The Boy and the Bridge (1959)